# Ramon Malavé
Ramon Malavé, född 21 oktober 1956, är en svensk karateutövare.
Malavé föddes i Venezuela och växte upp i Cumaná utanför Caracas. Han kom till Sverige 1963.
Efter att inledningsvis ha tränat fotboll i Hammarby IF:s ungdomsverksamhet började Malavé träna karate 1973, inom Stockholms Karateklubb och karatestilen Shotokan. Han debuterade i landslaget 1976, och graderade till 1 dan 1977, och till 2 dan 1979. 1980 erövrade han sin första SM-titel i kategorin -65 kg - en titel han kom att vinna sju år i rad 1980-1986. 1984 blev han världsmästare kategorin -65 kg i Maastricht, och utsågs samma år till Stockholms bästa idrottsman.
Efter sin aktiva karriär övergick Ramon Malavé till att bli förbundskapten för det svenska landslaget i karate mellan 1991 och 1998. Mellan 2004 och 2006 coachade han som sportchef det svenska karatelandslaget till flera VM- och EM-framgångar. År 2006 utsågs han som en av fem ledamöter att ingå i den Tekniska Kommittén (TC), som har det övergripande ansvaret för övervakning och utveckling av regler, regelverk och teknisk utrustning för tävlingar inom det europeiska karateförbundet.

## Meriter
- Världsmästare 1984 kategori -65 kg, Maastricht
- Europamästare 1986 kategori -65 kg, Madrid
- 1:a Internationaux de France 1983 kategori -65 kg, Paris (inbjudningstävling för de 8:a bästa i världen)
- 3:a World games 1985 kategori -65 kg, London
- EM-brons 1982 kategori -65 kg, Göteborg
- EM-brons 1985 kategori -65 kg, Oslo
- NM-guld kategori -65 kg, 3 ggr
- SM 1:a kategori -65 kg, sju år i rad 1980-1986
- VM-silver i lag kumite 1984, Maastricht
- VM-brons i lag kumite 1986, Sydney
- EM-brons i lag kumite 1983, Madrid

Individuell Kata
- EM-brons 1981, Venedig
- EM-brons 1982, Göteborg
- 1:a Grand Prix, 1981, Bratislava
- SM 1:a 3 år i rad i kata 1980-82